# Terézia Mora
Terézia Mora (Sopron, 5 de febrer de 1971) és una escriptora, guionista i traductora hongaresa.

## Biografia
Mora va néixer a Hongria i es va mudar a Berlín després dels canvis polítics a Hongria el 1990. Va estudiar filologia hongaresa i art dramàtic a la Universitat Humboldt de Berlín, i es va formar com a guionista a la Deutsche Film- und Fernsehakademie Berlin.
Tota la seva obra està escrita en alemany i ha traduït també obres hongareses. La seva labor literària ha estat reconeguda i guardonada en nombroses ocasions.

## Premis
- Premi Ingeborg Bachmann el 1999
- Premi Franz Nabl el 2007
- Premi Adalbert-von-Chamisso el 2010, un dels premis més importants en el marc de la literatura intercultural en llengua alemanya.[3]
- Premi Deutscher Buchpreis el 2013, premi a la millor novel·la en llengua alemanya.[4]
- Premi Georg Büchner el 2018, el més important reconeixement a l'obra completa en llengua alemanya.[5]

## Obra

### Prosa
- Seltsame Materie, 1999, ISBN 3-498-04471-0.
- Alle Tage, 2004, ISBN 3-630-87185-2.
- Der einzige Mann auf dem Kontinent, Luchterhand Literaturverlag, Múnic, 2009, ISBN 3-630-87271-9.
- Das Ungeheuer, Luchterhand Literaturverlag, Múnic, 2013, ISBN 3-630-87365-0.
- Die Liebe unter Aliens, Erzählungen. Luchterhand Literaturverlag, Múnic, 2016, ISBN 978-3-630-87319-0.
- Auf dem Seil, Roman. Luchterhand Literaturverlag, Múnic 2019, ISBN 978-3-630-87497-5

### Guions
- Die Wege des Wassers in Erzincan, film, 30 min (1998)
- Boomtown/Am Ende der Stadt, film, 30 min (1999)
- Das Alibi, film, 90 min (2000)

### Obres de teatre
- So was in der Art (2003)

### Obres radiofòniques
- Miss June Ruby (2006)

### Assaig
- Über die Drastik, in: BELLA triste Nr. 16 (2006)

### Traduccions
- Harmonia Caelestis, Péter Esterházy (2001)
- Minutennovellen, István Örkény (2002)
- Die letzte Fenstergiraffe, Péter Zilahy (2004)
- Meines Helden Platz, Lajos Parti Nagy (2005)
- Flucht der Prosa in Einführung in die schöne Bibliographie, Péter Esterházy (2006).